# Marko Dzomba

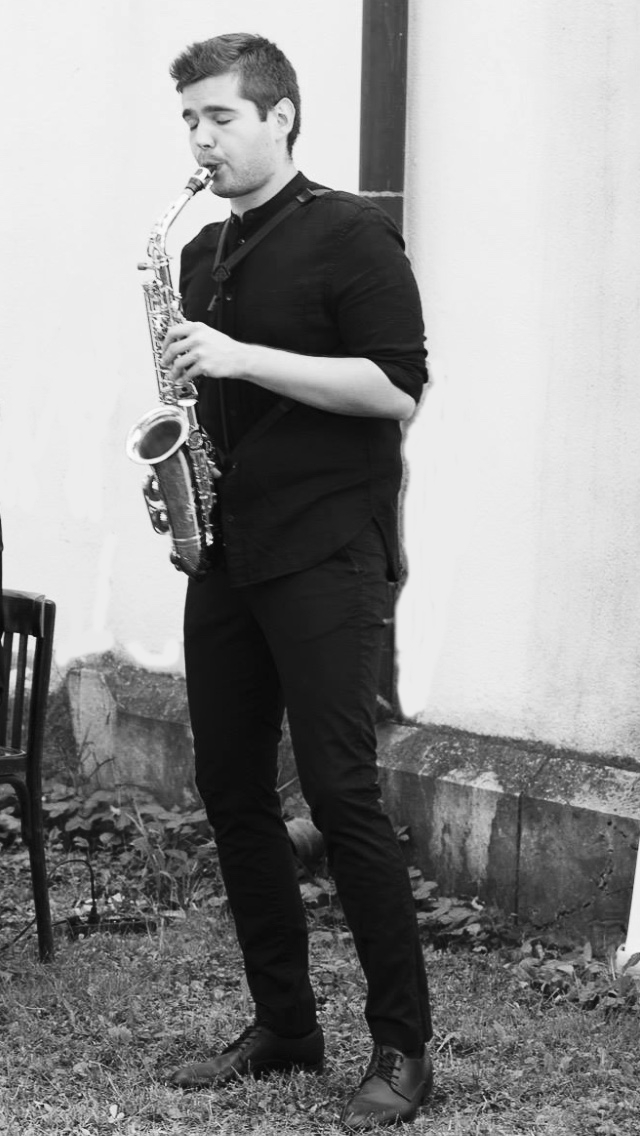
Marko Dzomba

Marko Dzomba (eigentlich Marko Džomba; Марко Џомба; geboren 1990 in Novi Sad, Serbien) ist ein in Wien lebender serbischer Saxophonist.

## Leben
Dzomba stammt aus Novi Sad, Serbien, wo er das Musikgymnasium „Isidor Bajic“ besuchte. Nach dem Abitur studierte  er an der Universität für Musik und darstellende Kunst Wien bei Oto Vrhovnik.
Dzomba ist international als Solist und Kammermusiker tätig. Als Solist trat er u. a. auf mit dem chinesischen Suzhou Symphony Orchestra, dem Radiosymphonieorchester Moskau im Großen Tschaikowski-Saal in Moskau, dem Wiener Jeunesse Orchester im Großen Saal des Wiener Konzerthauses, der Webern Kammerphilharmonie im Goldenen Saal des Wiener Musikvereins und dem Orchester der slowenischen Armee in der Slowenischen Philharmonie. Des Weiteren arbeitete er zusammen mit dem Mozarteumorchester Salzburg, dem Bühnenorchester der Wiener Staatsoper und dem Orchester der Volksoper Wien.
Dzombas Konzerttätigkeiten führten ihn u. a. nach  England, Frankreich, Italien, Deutschland, Österreich, Slowenien, Serbien, Norwegen, Rumänien, Tschechien, China, Wien, Linz und Ljubljana.
Dzomba ist erster Preisträger des Casinos Austria Rising Star Award, des ADMC Illzach in Frankreich, des CRDM in Italien, des Svirel-Preises in Slowenien (wo er auch zwei Sonderpreise erhielt), des Windisch Kammermusikwettbewerbs, Musica Juventutis. Er ist dreifacher Laureat des serbischen Nationalwettbewerbs und wurde zweimal mit dem serbischen Kulturpreis als Talent des Jahres ausgezeichnet. Dazu war er noch der Gewinner beim Vorspiel der Tokyo Foundation, Stipendiat der Thyl-Dürr Stiftung und des Josef-Windisch-Fonds.
Dzomba war auf Radio und Fernsehsendern wie Radio Klassik Stephansdom, Radio Ö1, ORF, RTVSLO und Klassikradio Deutschland zu sehen und zu hören.